# Alexander Burgener
Alexander Burgener (10 de janeiro de 1845 perto de Saas-Fee - 8 de julho de 1910 no Jungfrau nos Alpes Berneses) foi um guia de alta montanha suíço, reconhecido por ter feito cerca de quarenta primeiras ascensões nos Alpes.

## História
Filho de agricultores de montanha, desde muito jovem percorre a montanha à caça de camurças e em 1868 encontra Clinton Thomas Dent e em conjunto decidem efetuar expedições alpinas, mas a técnica era rudimentar e precisam fazer várias tentativas (fala-se de dezoito) para vencerem Les Drus. Em 1882 com C.T. Dent seguem o primeiro curso de valaisano de guia de alta montanha. A partir daí acompanha dois alpinistas célebres que se tornaram amigos: Clinton Thomas Dent, Albert Frederick Mummery.
Em 1881 a ascensão da Aiguille du Grépon concretizaou a passagem do montanhismo ao alpinismo devido à dificuldade desta agulha e foi o guia de muitas ascensões com Albert F. Mummery.
Morreu numa avalanche nos Alpes berneses.

## Alpinismo
Algumas das 46 primeiras ascensões realizada por Alexander Burgener;
- 1870 - Sudlenspitze com Clinton Thomas Dent
- 1870 - Lenzspitze nos Alpes valaisanos com Clinton Thomas Dent e Franz Burgener
- 1871 - Portjengrat
- 1873 - Aresta SE do Zinalrothorn com Clinton Thomas Dent
- 1878 - Les Drus com Clinton Thomas Dent, James Walker Hartley e Kaspar Maurer
- 1879 - Sonnighorn com Albert Frederick Mummery
- 1879 - Dürrenhorn nos Alpes valaisanos com Albert F. Mummery, William Penhall e Ferdinand Imseng
- 1879 - Aresta de Zmutt no Cervin com Albert F. Mummery, Johann Perus e Augustin Gentineta
- 1880 - Travessia do colo do Lion de Zermatt à Breuil-Cervinia com Albert F. Mummery
- 1880 - Aresta de Furggen no Cervin com Albert F. Mummery
- 1881 - Vertente Charpoua da Aiguille Verte pelo corredor em Y com Albert F. Mummery
- 1881 - Aiguille du Grépon pela aresta Norte com Albert F. Mummery e Benedikt Venez
- 1881 - Barre des Écrins pelo glacier Noir com Paul Güssfeldt
- 1887 - Aresta Küffner au mont Maudit com Joseph Furrer e Moritz von Küffner
- 1887 - Aresta do Diabo (Teufelsgrat) no Täschhorn, longa e difícil ascensão com Albert F. Mummery e Franz Andermatten